# Tetraonyx cruciata
Tetraonyx cruciata es una especie de coleóptero de la familia Meloidae.

## Distribución geográfica
Habita en Cuba y Santo Domingo.